# 전원사형
《전원사형》(全員死刑, Death Row Family)은 일본에서 제작된 코바야시 유키 감독의 2017년 서스펜스, 드라마 영화이다. 마미야 쇼타로 등이 주연으로 출연하였다. 이 영화는 오무타 살인 사건에 기반을 둔다.

## 출연

### 주연
- 마미야 쇼타로
- 마이구마 카츠야

### 조연
- 무사카 나오마사
- 이리에 카나코
- 시미즈 하즈키
- 오치아이 모토키
- 후지와라 키세츠
- 토리이 미유키